# Russische Fußballnationalmannschaft der Frauen
Die russische Fußballnationalmannschaft der Frauen repräsentiert Russland im internationalen Frauenfußball. Die Nationalmannschaft ist dem russischen Fußballverband RFS unterstellt.
Die russische Mannschaft ist die Nachfolgemannschaft der Frauen-Fußballnationalmannschaft der UdSSR; das erste von der FIFA für Russland gezählte Spiel wurde noch von der sowjetischen Mannschaft bestritten.
1997 konnte sich Russland zum ersten Mal für eine Fußball-Europameisterschaft qualifizieren, in der Qualifikationsrunde wurden die Russinnen vor Frankreich Gruppensieger. Bei der Endrunde schied Russland allerdings nach Niederlagen gegen Frankreich, Schweden und Spanien in der Vorrunde aus.
Zwei Jahre später gewannen die Russinnen die Fußball-Weltmeisterschaft der Frauen 1999/Qualifikation#Klasse A gegen Finnland und qualifizierten sich zum ersten Mal für eine Weltmeisterschaft. In den USA starteten sie zunächst mit einer knappen 1:2-Niederlage gegen die Titelverteidigerinnen aus Norwegen, in den beiden restlichen Gruppenspielen konnte die Mannschaft allerdings überzeugen und zog ins Viertelfinale ein. Gegen China verlor Russland allerdings mit 0:2 und verpasste durch den Last-Minute-Treffer Schwedens bei der 1:3-Niederlage gegen Norwegen nur knapp die Qualifikation für Olympia 2000.
Bei der Europameisterschaft 2001 schieden die russischen Damen mit nur einem einzigen Punkt in der Vorrunde aus. Bei der WM 2003 erreichte man erneut das Viertelfinale, dort verlor man allerdings mit 1:7 gegen den späteren Weltmeister Deutschland.
Bei der Qualifikation zur EM 2005 scheiterte Russland in den Play-off-Spielen an Finnland, für die WM 2007 konnte man sich – nach zwei Niederlagen gegen Deutschland – nicht qualifizieren.
Für die Europameisterschaften 2009, 2013 und 2017 konnte sich Russland qualifizieren, schied aber jeweils in der Vorrunde aus. Auch für die EM 2022 waren sie qualifiziert, wurden aufgrund des Russischen Überfalls auf die Ukraine suspendiert.

## Turnierbilanz
Liste der Länderspiele der russischen Fußballnationalmannschaft der Frauen

### Weltmeisterschaft
| Jahr | Ergebnis                                               | Trainer        | Meiste Spiele                   | Meiste Tore                               |
| ---- | ------------------------------------------------------ | -------------- | ------------------------------- | ----------------------------------------- |
| 1991 | nicht teilgenommen, Teil der UdSSR, die nicht teilnahm |                |                                 |                                           |
| 1995 | nicht qualifiziert                                     |                |                                 |                                           |
| 1999 | Viertelfinale                                          | Juri Bystrizki | 13 Spielerinnen mit 4 Spielen   | Jelena Fomina und Olga Letjuschowa (je 2) |
| 2003 | Viertelfinale                                          | Juri Bystrizki | 10 Spielerinnen mit 4 Spielen   | 5 Spielerinnen mit 1 Tor                  |
| 2007 | nicht qualifiziert                                     |                |                                 |                                           |
| 2011 | nicht qualifiziert                                     |                |                                 |                                           |
| 2015 | nicht qualifiziert                                     |                |                                 |                                           |
| 2019 | nicht qualifiziert                                     |                |                                 |                                           |
| 2023 | ausgeschlossen                                         |                |                                 |                                           |
| Alle |                                                        |                | 5 Spielerinnen mit je 8 Spielen | Jelena Fomina und Olga Letjuschowa (je 3) |

In der Qualifikation für die WM 2019 traf die Mannschaft auf Bosnien & Herzegowina, England, Kasachstan und Wales.

### Europameisterschaft
| - 1984: nicht teilgenommen, Teil der UdSSR, die erst 1990 das erste Spiel bestritt - 1987: nicht teilgenommen, Teil der UdSSR, die erst 1990 das erste Spiel bestritt - 1989: nicht teilgenommen, Teil der UdSSR, die erst 1990 das erste Spiel bestritt - 1991: nicht teilgenommen, Teil der UdSSR, die nicht teilnahm - 1993: Viertelfinale (Qualifikation) - 1995: Viertelfinale (Qualifikation) - 1997: Vorrunde - 2001: Vorrunde - 2005: nicht qualifiziert - 2009: Vorrunde - 2013: Vorrunde - 2017: Vorrunde - 2022: suspendiert - 2025: ausgeschlossen |

### Olympische Spiele
Die Qualifikation erfolgte bis 2020 über die WM-Endrunde, ab 2024 über die UEFA Women’s Nations League.
| - 1996: nicht qualifiziert - 2000: nicht qualifiziert - 2004: nicht qualifiziert - 2008: nicht qualifiziert | - 2012: nicht qualifiziert - 2016: nicht qualifiziert - 2020: nicht qualifiziert - 2024: ausgeschlossen |

### Nations League
- 2023/24: nicht zugelassen

### Andere Turniere
Die Nationalmannschaft nahm bisher fünfmal am Algarve-Cup teil und erreichte dabei 1996 mit dem fünften Platz die bisher beste Platzierung. 2014 spielte Russland in der Gruppe der schwächeren Mannschaften und erreichte mit einem Sieg und zwei Niederlagen als Gruppenzweiter das Spiel um Platz 9, das mit 1:0 gegen Norwegen gewonnen wurde. 2016 folgte Platz 6, 2017 Platz 8 und 2018 nach vier Niederlagen der letzte Platz.
Den fünften Platz belegte die Mannschaft 2008 beim ersten Zypern-Cup, dem 2009 der achte und 2011 der zehnte Platz folgte. 2013 gewann die Mannschaft ein erstmals in Istrien ausgetragenes Turnier, an dem noch fünf weitere ost- und südosteuropäische Mannschaften teilnahmen.
2005 belegten die Russinnen beim Vier-Nationen-Turnier in China nach vier Niederlagen den letzten Platz, wogegen jede der drei anderen Mannschaften (Australien, China und Deutschland) zwei Spiele gewann.
2016 nahm die Mannschaft am Vier-Nationen-Turnier in Brasilien teil und wurde dort Dritte.

## Kader
Für den Algarve-Cup 2018 wurden folgende Spielerinnen benannt. Mit "*" markierte Spielerinnen standen auch im Kader für die EM-Endrunde 2017
| Nr.        | Name                                                | Geburts- datum     | Debüt | Verein                   | Einsätze | Tore | Letzter Einsatz  |
| Tor        | Tor                                                 | Tor                | Tor   | Tor                      | Tor      | Tor  | Tor              |
| ---------- | --------------------------------------------------- | ------------------ | ----- | ------------------------ | -------- | ---- | ---------------- |
| 21         | Julija Gritschenko* (Юлия Гриченко)                 | 10. März 1990      | 2013  | PFK ZSKA Moskau          | 19       | 0    | 5. März 2018     |
| 01         | Tatjana Schtscherbak* (Татьяна Щербак)              | 22. Oktober 1997   | 2017  | Kubanotschka Krasnodar   | 13       | 0    | 28. Februar 2018 |
| 12         | Elwira Todua (Эльвира Тодуа)                        | 31. Januar 1986    | 2009  | PFK ZSKA Moskau          | 78       | 0    | 7. März 2018     |
| Abwehr     |                                                     |                    |       |                          |          |      |                  |
| 02         | Anastassija Akimowa (Анастасия Акимова)             | 12. Mai 1991       | 2011  | Swesda 2005 Perm         | 10       | 0    | 7. März 2018     |
| 22         | Marija Alexejewa (Мария Алексеева)                  | 23. Oktober 1998   |       | PFK ZSKA Moskau          | 0        | 0    |                  |
| 13         | Anna Belomytzewa* (Анна Беломытцева)                | 24. November 1996  | 2017  | Rjasan WDW               | 14       | 1    | 5. März 2018     |
| 09         | Marija Galai (Мария Галай)                          | 14. Oktober 1992   | 2017  | Swesda 2005 Perm         | 7        | 0    | 7. März 2018     |
| 03         | Anna Koschnikowa* (Анна Кожникова)                  | 10. Juli 1987      | 2009  | PFK ZSKA Moskau          | 83       | 6    | 7. März 2018     |
| 07         | Irina Podschibjakina (Ирина Подшибякина)            | 5. Juli 1995       | 2017  | Swesda 2005 Perm         | 7        | 0    | 7. März 2018     |
| 18         | Elwira Sijastinowa* (Эльвира Зиястинова)            | 13. Februar 1991   | 2015  | FK Jenissei Krasnojarsk  | 37       | 0    | 7. März 2018     |
| Mittelfeld |                                                     |                    |       |                          |          |      |                  |
| 06         | Alena Andrejewa (Алена Андреева)                    | 21. November 1997  | 2014  | SchF Tschertanowo Moskau | 6        | 0    | 5. März 2018     |
| 16         | Marina Fjodorowa* (Марина Фёдорова)                 | 10. Mai 1997       | 2015  | FK Jenissei Krasnojarsk  | 18       | 1    | 7. März 2018     |
| 19         | Nadeschda Koltakowa (Надежда Колтакова)             | 4. Juni 1992       | 2013  | Rjasan WDW               | 3        | 0    | 7. März 2018     |
| 04         | Jekaterina Lasarewa (Екатерина Лазарева)            | 25. März 1990      | 2014  | RSC Anderlecht           | 7        | 1    | 2. März 2018     |
| 23         | Jelena Morosowa* (Елена Морозова)                   | 15. März 1987      | 2004  | Kubanotschka Krasnodar   | 103      | 24   | 28. Februar 2018 |
| 10         | Nadeschda Smirnowa* (Надежда Смирнова)              | 22. Februar 1996   | 2016  | PFK ZSKA Moskau          | 20       | 0    | 7. März 2018     |
| 11         | Jekaterina Sotschnewa* (Екатерина Сочнева)          | 12. August 1985    | 2005  | PFK ZSKA Moskau          | 88       | 18   | 5. März 2018     |
| 20         | Margarita Tschernomyrdina* (Маргарита Черномырдина) | 6. März 1996       | 2014  | SchF Tschertanowo Moskau | 39       | 2    | 7. März 2018     |
| 05         | Jekaterina Tyryschkina (Екатерина Тырышкина)        | 31. Januar 1996    | 2015  | Rodez Aveyron            | 7        | 0    | 5. März 2018     |
| Angriff    |                                                     |                    |       |                          |          |      |                  |
| 15         | Jelena Danilowa* (Елена Данилова)                   | 17. Juni 1987      | 2003  | Rjasan WDW               | 48       | 15   | 7. März 2018     |
| 14         | Nassiba Gassanowa* (Насиба Гасанова)                | 12. Dezember 1994  | 2017  | Kubanotschka Krasnodar   | 5        | 0    | 7. März 2018     |
| 17         | Sofia Schischkina (София Шишкина)                   | 30. September 1998 | 2018  | Swesda 2005 Perm         | 4        | 1    | 7. März 2018     |
| 08         | Walentina Schukowa (Валентина Жукова)               | 26. Juli 1992      | 2018  | FK Jenissei Krasnojarsk  | 2        | 0    | 5. März 2018     |

1. ↑  Stand: Februar 2018
2. 1 2  Stand: 7. März 2018 nach dem Spiel gegen China (Die Zahlen beruhen auf den vom russischen Verband in den Spielerinnenstatistiken vor dem Algarve-Cup genannten Zahlen, angepasst gemäß den bei soccerway.com publizierten Aufstellungen. Nach dem Algarve-Cup werden in den Spielerinnenstatistiken des russischen Verbandes geringere Einsatzzahlen als vor dem Turnier genannt.)

## Trainer und Trainerinnen
- /  Oleg Lapschin (1989–1994)
- Juri Bystrizki (1994–2008)
- Igor Schalimow (2008–2011)
- Vera Pauw (April – September 2011)
- Farid Benstiti (2011–2012)
- Wladimir Antonow (Juli – Oktober 2012)
- Sergei Lawrentjew (Oktober 2012 – Mai 2015)
- Jelena Fomina (Oktober 2015 – Dezember 2020)
- Juri Krasnoschan (seit Januar 2021)

## Spiele gegen Nationalmannschaften deutschsprachiger Länder
Alle Ergebnisse aus russischer Sicht.

### Deutschland
Die deutsche Mannschaft ist mit 19 Begegnungen häufigster Gegner der russischen Mannschaft. Bisher reichte es lediglich zu zwei Unentschieden bei 17 Niederlagen, wozu die höchste Niederlage (0:9) der russischen Mannschaft zählt, die im ersten Spiel der Qualifikation für die WM 2015 kassiert wurde.
| Datum              | Ort                          | Ergebnis | Anlass                | Torschützinnen | Zuschauer |
| ------------------ | ---------------------------- | -------- | --------------------- | --- | --------- |
| 11. Oktober 1992   | Moskau Russland              | 0:7      | EM-Viertelfinale      | 5′ Martina Voss Deutschland 16′ Silvia Neid Deutschland 17′ Martina Voss Deutschland 19′ Britta Unsleber Deutschland 42′ Patricia Grigoli Deutschland 71′ Heidi Mohr Deutschland 79′ Britta Unsleber Deutschland                                          | -         |
| 14. November 1992  | Rheine Deutschland           | 0:0      | EM-Viertelfinale      | | -         |
| 7. Dezember 1993   | Tarragona Spanien            | 0:1      | Freundschaftsspiel    | 39′ Patricia Grigoli Deutschland | 500       |
| 9. Oktober 1994    | Moskau Russland              | 0:1      | EM-Viertelfinale      | 70′ Heidi Mohr Deutschland | 1.200     |
| 27. Oktober 1994   | Osnabrück Deutschland        | 0:4      | EM-Viertelfinale      | 5′ Heidi Mohr Deutschland 23′ Patricia Brocker Deutschland 29′ Silvia Neid Deutschland 45′ Heidi Mohr Deutschland | 4.600     |
| 2. September 1999  | Plauen Deutschland           | 1:3      | Freundschaftsspiel    | 7′ Bettina Wiegmann (FE) Deutschland 31′ Natalja Barbaschina Russland 46′ Sandra Smisek Deutschland 80′ Inka Grings Deutschland | 1.900     |
| 17. Mai 2001       | Gera Deutschland             | 1:1      | Freundschaftsspiel    | 33′ Claudia Müller Deutschland 82′ Olga Letjuschowa Russland | 1.600     |
| 27. Juni 2001      | Erfurt Deutschland           | 0:5      | EM-Vorrunde           | 43′ Bettina Wiegmann Deutschland 50′ Birgit Prinz Deutschland 69′ Maren Meinert Deutschland 73′ Sandra Smisek Deutschland 89′ Sandra Smisek Deutschland                                                                                                   | 6.249     |
| 14. November 2002  | Lüdenscheid Deutschland      | 0:4      | Freundschaftsspiel    | 8′ Birgit Prinz Deutschland 31′ Inka Grings Deutschland 88′ Linda Bresonik Deutschland 90′ Conny Pohlers Deutschland | 4.500     |
| 2. Oktober 2003    | Portland Vereinigte Staaten  | 1:7      | WM-Viertelfinale      | 25′ Martina Müller Deutschland 57′ Sandra Minnert Deutschland 60′ Pia Wunderlich Deutschland 62′ Kerstin Garefrekes Deutschland 70′ Jelena Danilowa Russland 85′ Kerstin Garefrekes Deutschland 80′ Birgit Prinz Deutschland 89′ Birgit Prinz Deutschland | 20.012    |
| 30. Januar 2005    | Quanzhou Volksrepublik China | 0:1      | Vier-Nationen-Turnier | 18′ Renate Lingor Deutschland | 2.500     |
| 25. September 2005 | Siegen Deutschland           | 1:5      | WM-Qualifikation      | 6′ Renate Lingor (FE) Deutschland 8′ Inka Grings Deutschland 43′ Sandra Minnert Deutschland 60′ Galina Komarowa Russland 87′ Birgit Prinz Deutschland 90′ Sandra Smisek Deutschland                                                                       | 7.382     |
| 27. September 2006 | Moskau Russland              | 2:3      | WM-Qualifikation      | 32′ Sandra Smisek Deutschland 35′ Kerstin Garefrekes Deutschland 45′ Birgit Prinz Deutschland 84′ Natalja Barbaschina Russland 90′ Olga Kremlewa Russland                                                                                                 | 200       |
| 6. August 2009     | Bochum Deutschland           | 1:3      | Freundschaftsspiel    | 25′ Martina Müller Deutschland 52′ Kerstin Garefrekes Deutschland 53′ Olessja Kurotschkina Russland 63′ Xenija Zybutowitsch Deutschland | 13.303    |
| 21. September 2013 | Cottbus Deutschland          | 0:9      | WM-Qualifikation      | 22′ Célia Šašić (FE) Deutschland 24, 85′ Nadine Keßler Deutschland 26, 37′ Dzsenifer Marozsán Deutschland 73′ Fatmire Bajramaj Deutschland 76′ Melanie Leupolz Deutschland 80′ Lena Goeßling Deutschland 87′ Bianca Schmidt Deutschland                   | 10.031    |
| 13. September 2014 | Moskau Russland              | 1:4      | WM-Qualifikation      | 6′ Simone Laudehr Deutschland 9′ Xenija Zybutowitsch (FE) Russland 19, 28, 72′ Célia Šašić Deutschland | 2'640     |
| 22. Oktober 2015   | Wiesbaden Deutschland        | 0:2      | EM-Qualifikation      | 8′ Mandy Islacker Deutschland 48′ Leonie Maier Deutschland | 4.516     |
| 16. September 2016 | Chimki Russland              | 0:4      | EM-Qualifikation      | 7′ Xenija Zybutowitsch Russland 14′ Leonie Maier Deutschland 26′ Kathrin-Julia Hendrich Deutschland 78′ Lena Petermann Deutschland | 1.000     |
| 25. Juli 2017      | Utrecht Niederlande          | 0:2      | EM-Vorrunde           | 10′ Peter Deutschland (FE) 56′ Marozsán Deutschland (FE) | 6.458     |

### Schweiz
| Datum              | Ort                    | Ergebnis | Anlass             | Torschützinnen                                                                         |
| ------------------ | ---------------------- | -------- | ------------------ | -------------------------------------------------------------------------------------- |
| 30. März 2002      | Neuchâtel Schweiz      | 0:0      | Freundschaftsspiel |                                                                                        |
| 1. September 2005  | Zug Schweiz            | 2:0      | WM-Qualifikation   | 3′ Jelena Morosowa Russland 34′ Olessja Kurotschkina Russland                          |
| 23. September 2006 | Moskau Russland        | 2:0      | WM-Qualifikation   | 27′ (Strafstoß) Jelena Morosowa Russland 68′ Olga Kremlewa Russland                    |
| 23. September 2009 | Fislisbach Schweiz     | 2:1      | WM-Qualifikation   | 8′ Tatjana Skotnikowa Russland 16′ Jelena Danilowa Russland 87′ Isabelle Meyer Schweiz |
| 19. Juni 2010      | Krasnoarmeisk Russland | 0:3      | WM-Qualifikation   | 18′ Selina Kuster Schweiz 77′ Ramona Bachmann Schweiz 78′ Ramona Bachmann Schweiz      |
| 9. Juli 2022       | Leigh England          |          | EM-Gruppenspiel 1  |                                                                                        |

### Österreich
| Datum            | Ort                                 | Ergebnis | Anlass                      | Torschützinnen | Zuschauer    |
| ---------------- | ----------------------------------- | -------- | --------------------------- | --- | ------------ |
| 23. August 2007  | Anger Österreich                    | 5:1      | EM-Qualifikation            | 36′ Irene Fuhrmann Österreich 36′ Olessja Kurotschkina Russland 48′ Natalja Mokschanowa Russland 62′ Natalja Barbaschina Russland 65′ Natalja Mokschanowa Russland 93′ Natalja Barbaschina Russland |              |
| 27. August 2008  | Krasnoarmeisk Russland              | 3:1      | EM-Qualifikation            | 5′ Natalja Mokschanowa Russland 25′ Olga Petrowa Russland 29′ Natalja Mokschanowa Russland 33′ Nina Aigner Österreich                                                                               |              |
| 21. Oktober 2012 | St. Pölten Österreich               | 2:0      | EM-Qualifikation (Play-off) | 25′ Walentina Sawtschenkowa Russland 43′Natalja Schljapina Russland | 3600         |
| 25. Oktober 2012 | Rostow am Don Russland              | 1:1      | EM-Qualifikation (Play-off) | 30′ Anastassija Kostjukowa Russland 75′ Sarah Puntigam Österreich | 5500 Olimp-2 |
| 10. März 2014    | Vila Real de Santo António Portugal | 2:3      | Algarve-Cup 2014            | 18′ Jelena Morosowa Russland 19′ Lisa Makas Österreich 30′ Nadine Prohaska Österreich 62′ Jelena Morosowa Russland 88′ Nina Burger Österreich                                                       |              |

## Länderspielbilanzen
Stand: 25. Juli 2017
| Land                    | Spiele | S   | U  | N   | Tore    | Wichtige Spiele |
| ----------------------- | ------ | --- | -- | --- | ------- | --- |
| Australien              | 6      | 2   | 1  | 3   | 5:13    | WM-Vorrunde 2003 |
| Belgien                 | 7      | 2   | 0  | 5   | 10:18   | WM-Qualifikation 1999 |
| Bosnien und Herzegowina | 3      | 3   | 0  | 0   | 6:1     | EM-Qualifikation 2013 |
| Brasilien               | 4      | 0   | 1  | 3   | 2:13    | |
| Bulgarien               | 6      | 3   | 3  | 0   | 10:1    | EM-Qualifikation 1993 |
| Chile                   | 1      | 1   | 0  | 0   | 2:0     | |
| Volksrepublik China     | 11     | 0   | 2  | 9   | 5:17    | WM-Viertelfinale 1999, Vorrunde 2003 |
| Chinesisch Taipeh       | 1      | 0   | 1  | 0   | 0:0     | |
| Costa Rica              | 1      | 1   | 0  | 0   | 3:1     | |
| Dänemark                | 6      | 2   | 0  | 4   | 13:20   | WM-Qualifikation 1999, EM-Qualifikation 2001 |
| Deutschland             | 19     | 0   | 2  | 17  | 8:66    | EM-Qualifikation (Viertelfinale) 1993, 1995, EM-Vorrunde 2001, WM-Viertelfinale 2003, WM-Qualifikation 2007, WM-Qualifikation 2015, EM-Qualifikation 2017, EM-Vorrunde 2017 |
| England                 | 6      | 1   | 3  | 2   | 8:14    | EM-Vorrunde 2001, 2009 2013 |
| Finnland                | 11     | 6   | 0  | 6   | 19:21   | WM-Qualifikation (Playoff) 1999, EM-Qualifikation 2001, 2005 (Playoff) |
| Frankreich              | 10     | 2   | 1  | 7   | 10:23   | EM-Qualifikation 1997, 2005, EM-Vorrunde 1997, EM-Vorrunde 2013 |
| Ghana                   | 3      | 2   | 0  | 1   | 6:3     | Vorrunde 2003 |
| Griechenland            | 8      | 6   | 2  | 0   | 17:3    | 2013 |
| Irland                  | 6      | 4   | 2  | 0   | 14:3    | WM-Qualifikation 2007, 2011, 2015 |
| Island                  | 7      | 3   | 4  | 0   | 14:5    | EM-Qualifikation 1997, 2005, WM-Qualifikation 2003 |
| Israel                  | 5      | 5   | 0  | 0   | 22:1    | EM-Qualifikation 2009, WM-Qualifikation 2011 |
| Italien                 | 9      | 4   | 0  | 5   | 9:15    | WM-Qualifikation 2003, EM-Vorrunde 2009, Qualifikation 2013, EM-Vorrunde 2017                                                                                               |
| Japan                   | 6      | 2   | 0  | 4   | 9:11    | WM-Vorrunde 1999 |
| Jugoslawien             | 3      | 3   | 0  | 0   | 7:1     | EM-Qualifikation 2001 |
| Kanada                  | 4      | 1   | 0  | 3   | 6:7     | WM-Vorrunde 1999 |
| Kasachstan              | 3      | 3   | 0  | 0   | 19:0    | WM-Qualifikation 2011 |
| Kroatien                | 4      | 4   | 0  | 0   | 12:1    | WM-Qualifikation-2015 |
| Nordmazedonien          | 2      | 2   | 0  | 0   | 14:0    | EM-Qualifikation 2013 |
| Mexiko                  | 2      | 1   | 1  | 0   | 5:1     | |
| Moldau                  | 3      | 3   | 0  | 0   | 12:2    | |
| Neuseeland              | 3      | 2   | 1  | 0   | 5:2     | |
| Niederlande             | 8      | 1   | 1  | 6   | 4:19    | EM-Qualifikation 1997 |
| Nordirland              | 1      | 1   | 0  | 0   | 2:1     | |
| Nordkorea               | 4      | 0   | 1  | 3   | 4:9     | |
| Norwegen                | 6      | 2   | 1  | 3   | 5:10    | WM-Vorrunde 1999, EM-Qualifikation 2009 |
| Österreich              | 5      | 3   | 1  | 1   | 13:6    | EM-Qualifikation 2009, 2013 (Playoff) |
| Polen                   | 9      | 5   | 4  | 0   | 21:6    | EM-Qualifikation 1995, 2005, 2009, EM-Qualifikation 2013 |
| Portugal                | 8      | 7   | 1  | 0   | 13:3    | WM-Qualifikation 1999 |
| Rumänien                | 9      | 7   | 1  | 1   | 24:4    | EM-Qualifikation 1995 |
| Schottland              | 8      | 5   | 1  | 2   | 21:8    | WM-Qualifikation 2007, EM-Qualifikation 2009 |
| Schweden                | 6      | 0   | 0  | 6   | 1:14    | EM-Vorrunde 1997, 2001, 2009 |
| Schweiz                 | 5      | 3   | 1  | 1   | 6:4     | WM-Qualifikation 2007, 2011 |
| Serbien                 | 2      | 2   | 0  | 0   | 5:2     | |
| Slowakei                | 3      | 3   | 0  | 0   | 6:1     | |
| Slowenien               | 2      | 2   | 0  | 0   | 6:2     | WM-Qualifikation-2015 |
| Spanien                 | 8      | 2   | 2  | 4   | 8:10    | EM-Vorrunde 1997, 2013, WM-Qualifikation 2003 |
| Südkorea                | 8      | 3   | 1  | 4   | 12:10   | |
| Tschechien              | 1      | 0   | 1  | 0   | 0:0     | |
| Türkei                  | 2      | 1   | 1  | 0   | 2:0     | EM-Qualifikation 2017 |
| Ukraine                 | 13     | 8   | 2  | 3   | 22:14   | EM-Qualifikation 1995 |
| Ungarn                  | 6      | 4   | 2  | 0   | 14:3    | EM-Qualifikation 1993, 2005 |
| Vereinigte Staaten      | 10     | 0   | 1  | 9   | 5:51    | |
| Belarus                 | 4      | 3   | 0  | 1   | 8:2     | |
| Summe                   | 289    | 130 | 46 | 113 | 476:442 | |

## Spielbilanzen gegen Vereins- und Juniorenmannschaften
| Land                     | Spiele | S  | U | N | Tore  |
| ------------------------ | ------ | -- | - | - | ----- |
| Australien U-20          | 2      | 2  | 0 | 0 | 6:0   |
| Energija Woronesch       | 1      | 0  | 0 | 1 | 0:1   |
| Kaluschanka Kaluga       | 1      | 1  | 0 | 0 | 1:0   |
| Kasachstan Alma-KTSch    | 1      | 1  | 0 | 0 | 5:0   |
| Legenda Tschernihiw      | 1      | 0  | 1 | 0 | 0:0   |
| Nadeschda Noginsk        | 1      | 0  | 1 | 0 | 1:1   |
| Rossija Chotkowo         | 1      | 0  | 1 | 0 | 1:1   |
| Russland U-20            | 2      | 2  | 0 | 0 | 6:0   |
| Rjasan-TNK               | 2      | 1  | 1 | 0 | 3:1   |
| Vereinigte Staaten U-20  | 1      | 1  | 0 | 0 | 2:0   |
| Umeå IK                  | 1      | 1  | 0 | 0 | 2:1   |
| Watford L.F.C.           | 1      | 1  | 0 | 0 | 3:0   |
| SchWSM Ismailowo Moskau  | 1      | 1  | 0 | 0 | 6:1   |
| Medical Park Antalyaspor | 1      | 0  | 0 | 1 | 1:4   |
| Starco Moskau            | 1      | 0  | 1 | 0 | 3:3   |
| Türkei U-21              | 1      | 1  | 0 | 0 | 1:0   |
| Wales U-19               | 1      | 1  | 0 | 0 | 6:0   |
| Wolschanka Tscheboksary  | 2      | 2  | 0 | 0 | 4:0   |
| ZSK WWS Samara           | 1      | 0  | 0 | 1 | 0:1   |
| Summe                    | 23     | 15 | 5 | 3 | 51:14 |